# David Ragan
David Ragan (* 24. Dezember 1985 in Unadilla, Georgia) ist ein US-amerikanischer NASCAR-Rennfahrer. Er fährt für RFK Racing den Wagen mit der Startnummer 60 in der NASCAR Cup Series.

## Karriere

### Anfänge im Motorsport
Ragan fuhr sein erstes Rennen in der NASCAR Craftsman Truck Series 2004. Im Alter von 18 Jahren startete er für Fiddleback Racing auf dem Texas Motor Speedway und wurde 20 und bestritt im selben Jahr noch neun weitere Rennen. In der damaligen Busch Series fuhr er 2004 für Sadler Bros. Racing das Ford 300 und kam auf Platz 31 ins Ziel. Im Jahre 2005 nahm Ragan an einigen Rennen der ARCA Racing Series teil. Seinen ersten und einzigen Sieg fuhr er auf dem Lanier National Speedway ein. In der Busch Series Saison 2006 fuhr er drei Rennen für Day Enterprise Racing.

### Craftsman Truck Series
In der Craftsman Truck Series Saison 2006 sah Roush es ursprünglich vor, dass sich Mark Martin und Ragan das Cockpit des Nummer 6 Ford F-150 teilen. Ragan sollte den Ford mit der Nummer 50 fahren, während Martin in der Startnummer 6 unterwegs ist. Seine erste Top-10-Platzierung fuhr er auf dem Texas Motor Speedway ein, darauf folgten zwei weitere. Zu seiner ersten Pole-Position kam er auf dem O’Reilly Raceway Park at Indianapolis. Zu einem Rennen der NASCAR Busch Series trat er in der Saison erstmals auf dem California Speedway an. Sein Debüt im NASCAR Nextel Cup gab er auf dem Dover International Speedway.

### Nationwide Series
Ragan kam seit 2004 auch in der NASCAR Nationwide Series immer wieder zum Einsatz. Nur in den Jahren 2007 und 2008 fuhr er als Vollzeit-Pilot. Ragan wurde 2008 auf Gesamtrang 4 gewertet, was sein bestes Ergebnis in der Serie sein sollte.

### Sprint Cup

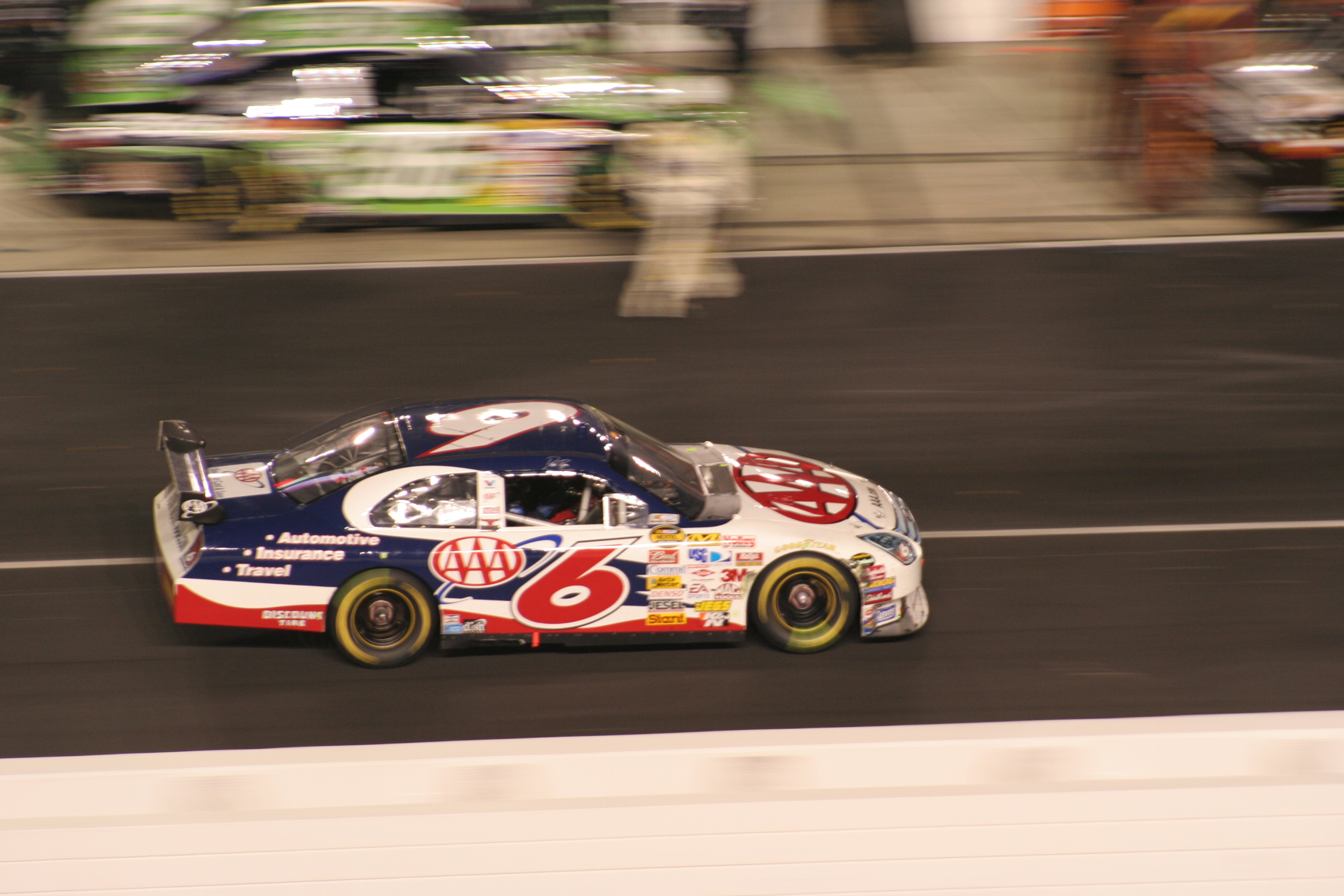
Ragan 2007 im Nextel Cup

Am 11. Oktober 2006 gab Roush Racing Ragan als Vollzeitfahrer in der Nextel Cup Saison 2007 bekannt. In der Nummer 6, gesponsert von der AAA, fuhr zuvor der NASCAR-Veteran Mark Martin. In der verbleibenden Saison 2006 konnte er lediglich noch auf dem Martinsville Speedway antreten, wo er keine gute Leistung zeigte.
Seine erste Saison als Vollzeitfahrer blieb ohne große Höhepunkte. Er erzielte drei Top-10-Platzierungen. In der Rookie-Wertung wurde Ragan Zweiter hinter Juan Pablo Montoya. Die Meisterschaft beendete er auf Rang 23. In der Saison 2008 zeigte Ragan eine deutliche Leistungssteigerung. Er verpasste nur knapp den Chase for the Sprint Cup. Sein bestes Rennen fuhr er auf dem Talladega Superspeedway. Er startete von Position 16 und beendete das Rennen auf Platz 3. Insgesamt kam Ragan auf 14 Top-10-Platzierungen. In der Meisterschaft belegte er am Saisonende Platz 13. In der Saison 2009 konnte er nicht an die Leistungen des Vorjahres anknüpfen. Lediglich zweimal kam er in den Top 10 ins Ziel. Als 27. der Gesamtwertung war er der schwächste Fahrer seines Teams.
Nachdem er im Jahr 2010 nur mit drei Top-10-Platzierungen 24. wurde, obwohl er in diesem Jahr keine Nationwide-Rennen mitfuhr, konnte er während der Saison 2011 endlich zeigen, dass mehr in ihm stecken kann. Er gewann den Coke Zero 400 am 2. Juli 2011 und setzte sich so auf einen Rang mit „wild card“ für den Chase, den er jedoch nach einigen schlechten Ergebnissen nicht halten konnte. So kam Ragan auch nach einem vierten Platz in Richmond – dem Rennen unmittelbar vor der Entscheidung für die Play-offs – nicht in den Chase. Am Ende des Jahres postulierte sein Hauptsponsor UPS, dass es in der Saison 2012 keine weitere Partnerschaft zwischen der Nummer 6 und dem Logistikunternehmen geben werde.
Zur Saison 2012 hin wechselte er zu Front Row Motorsports. Er beendete die Saison auf dem 28. Gesamtrang.
Ragan kam in der Saison 2013 in den ersten neun Rennen nicht über den 20. Platz hinaus. Beim Aaron’s 499 auf dem Talladega Superspeedway gelang ihm jedoch der Rennsieg. Es war der erste Sieg für das Team im Sprint Cup. Insgesamt fuhr er 16 Mal in die Top 25 und beendete die Saison auf dem 28. Rang. 2014 fuhr er wiederum die gesamte Saison und erreichte auf dem Martinsville Speedway seine erste Top-10 Position in einem Rennen, bei dem keine Luftmengenbegrenzer verwendet werden. Die Saison schloss er auf dem 32. Rang ab. 2015 ging er für insgesamt drei Teams an den Start. Neben einem Einsatz beim Daytona 500 für Front Row Motorsports, ersetzte er den verletzten Kyle Busch bei Joe Gibbs Racing. Danach fuhr er den Rest der Saison den Wagen mit der Nummer 55 für Michael Waltrip Racing. Er platzierte sich zu Saisonende auf dem 27. Rang. Im Jahre 2016 wechselte er zu BK Racing, wo er die gesamte Saison bestritt und schlussendlich 33. in den Punkten wurde. Für die Saison 2017 wechselte er wieder zurück zu Front Row Motorsports, um dort den Wagen mit der Nummer 38 zu fahren.

## Privatleben
Ragan ist mit seiner Frau Jacquelyn verheiratet und Vater von zwei Töchtern. David Ragan ist ein Mitglied im Bund der Freimaurer. Seit 2012 engagierte er sich bei den Shrinern für die kostenlose medizinische Versorgung von Kindern.